# Transit Ridge
Transit Ridge är en bergstopp i Antarktis. Den ligger i Östantarktis. Nya Zeeland gör anspråk på området. Toppen på Transit Ridge är 1 196 meter över havet.
Terrängen runt Transit Ridge är varierad. Trakten är obefolkad. Det finns inga samhällen i närheten. 